# Joliet
Joliet je zpětně kompatibilní rozšíření souborového systému ISO 9660 od firmy Microsoft. Na rozdíl od původní verze ISO 9660 podporuje delší názvy souborů (64 znaků) a větší zanoření adresářů. Podporuje také unicode kódování (UTF-16) v názvech souborů.
Joliet je podporován většinou dnes běžně používaných operačních systémů, včetně MS Windows (pro které je primárně určen), většiny unixů (Linux, FreeBSD, Mac OS X, …), a dalších.